# Пјеро дела Франческа
Пјеро дела Франческа (итал. Piero della Francesca; Брого сан Сансеполкро 1420. — Брого сан Сансеполкро 1492) је италијански сликар ране ренесансе.
Веома рано, као помоћник Доменика Венецијана, дошао је у Фиренцу. Био је склон теоретисању. У Фиренци је сазнао за развијене традиције перспективе које је развијао Паоло Учело. Такође се упознао са славним фрескама Мазача из капеле Бранкачи. Радио је за дворове у Урбину, Ферари, Арецу и родном Брого сан Сеполкрку. У Ферари је оставио јак утицај на ферарске сликаре.
Пјеро дела Франческа је доста проширио знања о перспективи, како теоријски у својим трактатима, тако и практично „ваздушном перспективом и бојеним рефлексима који су уништавали локални тон“. Посебно се истичу његови пејзажи. Нека од познатијих дела су му: Федериго да Монтефелтро и његова жена, Идеалан град, Крштење Христа, Бичевање Христа. У модерној математици су позната три трактата која је Пјеро написао: Trattato d'Abaco, Libellus de Quinque Corporibus Regularibus, De Prospectiva Pingendi. У овим трактатима су описане аритметика, геометрија, алгебра и перспектива.

## Биографија
Вероватно је рођен у малом граду Сансеполкро (Борђо Санто Сансеполкро) у Тоскани, од оца трговца Бенедета де' Франческа и мајке Романе ди Перино да Монтерки. Научио је сликарски занат од више сијенских уметника који су радили у Сан Сеполкру током његове младости. Поуздано се зна како је Пјеро шегртовао у Фиренци код Доменика Венецијана, с којим је 1439. радио на фрескама за болницу Санта Марија Нуова (црква Сант'Еђидио, данас уништена). Такође је познавао Фра Анђелика, који га је упознао с водећим мајсторима свог времена, Мазачом и Брунелеским.
Године 1442. враћа се у Сансеполкро где је, три године касније, примио наруџбу за олтар цркве Мисерикордија (укључујући Госпа од Мисеркордија), која је завршена у раним 1460-им. Године 1449. извео је неколико фресака у дворцу Естенсе и цркви Сант'Андреа у Ферари, такође изгубљене. Његов утицај је јак у каснијим алегоријским сликама Козме Тура у Ферари.
Две године касније боравио је у Риминију, радећи за Сигисмонда Пандолфа Малатесту. У својом маниру урадио је фреске Сигисмондо Пандолфо Малатеста се моли у утврђењу св. Сигисмунда и Портрет кондотера. Тамо је упознао још једног славног ренесансног математичара и архитекту Албертија. Касније се сели у Анкону, Песаро и Бологну. Године 1452. Пјеро дела Франческа је позван у Арецо да замени Бичија ди Лоренза у осликавању фресака базилике св. Фране. Дело је завршено пре 1466, вероватно између 1452-1456.
Његове слике фрескоциклуса које описују „Легенду о правом крсту” сматрају се његовим ремек-делом и ренесансе генерално. Прича у овим фрескама произилази из средњовековног извора који описује како је комад правог дрвета с крста на којему је распет Христ пронађен. Приче су скупљене у збирку „Златне легенде” Јакопа да Вараце из средине 13. века.
Године 1453. вратио се поновно у Сансеполкро где је следеће године потписао уговор за полиптих св. Августина у цркви св. Августина. Неколико година касније, папа Никола V га је позвао у Рим где је урадио фреске у Базилици Св. Марије Мађоре, од којих су остали само фрагменти. Две године касније вратио се у Рим да доврши фреске у Ватиканској палати које су биле уништене.
До данас су остале слике као Бичевање Христа (око 1460), једна од најславнијих и најконтроверзнијих слика ране ренесансе. Како сам каже у свом уводу, ова слика показује геометријску зрелост и тајанственост у начину како се представљају три човека у предњем плану. Друга важна његова зрела дела Крштење Христово, Ускрснуће и Госпа из Парта. У Урбину, где је био у служби Фредерика II де Монтефелтра, упознао је Мелоца да Форлија и Луку Пациолија. Тамо је насликао славне двоструке портрете Федерика и његове жене Батисте Сфорза, сада у галерији Уфици, и Госпу од Сенигалија као и Рођење Христово. Његови портрети у профилу инспирисани су кованицама из римске уметности.
Пјеро дела Франческа је забележан у документима у Риминију 1482. и 1487. када је наприавио своју опоруку. Сликари као Перуђино и Лука Сињорели су често боравили у његовој радионици. По Васарију, ослепио је пред крај живота.
Преминуо је у Сансеполкру истог дана када је Кристофор Колумбо открио Америку.

## Изабрани радови
- Polyptych of the Misericordia (1445–62) –  Oil and tempera on panel, base 330 cm, height 273 cm, Museo Civico Sansepolcro
- The Baptism of Christ (c. 1448–50) –  Tempera on panel, 168 × 116 cm, National Gallery, London
- St. Jerome in Penitence (c. 1449–51) –  Oil on panel, 51 × 38 cm, Staatliche Museen, Berlin
- St. Jerome and a Donor (1451) –  Panel, 40 × 42 cm, Gallerie dell'Accademia, Venice
- Sigismondo Pandolfo Malatesta Praying in Front of St. Sigismund (1451) –  Fresco, Tempio Malatestiano, Rimini
- Portrait of Sigismondo Pandolfo Malatesta (c. 1451) –  Tempera and oil on panel, 44.5 × 34.5 cm, Musée du Louvre, Paris
- The History of the True Cross (c. 1455–66) –  Frescoes, San Francesco, Arezzo
- The Flagellation of Christ (c. 1460) –  Tempera on panel, 59 × 81.5 cm, Galleria Nazionale delle Marche, Urbino
- Polyptych of Saint Augustine (1460–70) –  Oil and tempera on panel
- Resurrection (c. 1463) – Fresco, 225 × 200 cm, Museo Civico Sansepolcro
- Hercules (c. 1465) – Fresco, Isabella Stewart Gardner Museum, Boston
- Madonna del parto (1459–67) –  Detached fresco, 260 × 203 cm, Chapel of the cemetery, Monterchi
- The Nativity (c. 1470) –  124.5 × 123 cm, National Gallery, London
- Polyptych of Perugia (c. 1470) –  Oil on panel, 338 × 230 cm, Galleria Nazionale dell'Umbria, Perugia
- Madonna and Child with Saints (Montefeltro Altarpiece, (1472–74) –  Oil on panel, 248 × 170 cm, Pinacoteca di Brera, Milan
- Paired portraits (c. 1472) of Federico da Montefeltro and Battista Sforza, respectively the Duke and Duchess of Urbino –  Oil on panel, Galleria degli Uffizi, Florence.
- Madonna di Senigallia (c. 1474) –  Oil on panel, 67 × 53.5 cm, Galleria Nazionale delle Marche, Urbino

### Дела из математике и геометрије
Његов дубоки интерес за теоретску студију перспективе и његов контеплативни приступ сликарству су очити у његовим делима, укључујући површине олтара Сан Агостино.
Пјеро је написао три трактата који су познати модерним математичарима: Abakus Traktat (Trattato d'Abaco), Кратка књига о пет правилних тела (Libellus de Quinque Corporibus Regularibus) и О перспективи у сликарству (De Prospectiva Pingendi). Теме ових дела укључују аритметику, алгебру, геометрију и иновативни приступ геометријским телима и линеарној перспективи. Много његових дела су преузели и усвојили писци као Лука Пачоли. Пјерово дело о чврстим телима се појављује у Пачолијевом делу De Divina Proportione које је илустровао Леонардо да Винчи.

## Пјеро као инспирација
Скулптура Томаоко Сузукија из 2006. за св. Мартина од поља, изложена на Трафалгар тргу, наводи Пјеро дела Франческа као инспирацију.